# Maphilindo
A Grande Confederação da Malásia, ou Maphilindo (para a Malásia, Filipinas e Indonésia), foi uma proposta de confederação ou união apolítica de três países do sudeste asiático no arquipélago malaio.

## Fundamento
O plano original para um estado unido baseado no conceito da raça malaia foi tentado por Wenceslao Vinzons durante a era da Comunidade das Filipinas. Vinzons tinha imaginado uma raça malaia unida, que ele chamou de "Malaya Irredenta" (mais tarde outro nome para o sindicato). Em seu livro de 1959 , Someday, Malaysia, Major Abdul Latif Martelino (posteriormente oficial de operações no infame massacre de Jabidah) também citou a visão do presidente Manuel L. Quezon de uma nação pan-malaia integrada na região. Quezon imaginou criar um estado melhor que fosse unido. Ter uma raça unida na época abriria caminho para o desenvolvimento do malaio. O estado unido seria, entretanto, alcançado pela contribuição das pessoas que vivem na região. Quezon estava determinado a tornar suas intenções conhecidas para o povo para que a visão pudesse ser facilmente alcançada no futuro.

## História
Maphilindo foi inicialmente proposto como a realização do sonho do herói nacional filipino Dr. José Rizal de unir os povos malaios, vistos como artificialmente divididos pelas fronteiras coloniais. A união do povo malaio foi altamente priorizada, resultando em muitos eventos ocorrendo na região. O Dr. José Rizal contribuiu significativamente para a criação e oficialização de eventos voltados para a união do povo. Em julho de 1963, o sucessor posterior de Quezon, o presidente Diosdado Macapagal, convocou uma cúpula em Manila, onde os três países assinaram uma série de acordos para resolver as controvérsias sobre as ex-colônias britânicas de Bornéu do Norte e Sarawak se juntando à Malásia . Os tratados abriram caminho para novos desenvolvimentos na região que mais tarde contribuiriam para o desenvolvimento do país até o que é agora.
Enquanto a união foi descrito como uma associação regional que iria abordar questões de interesse comum, ele também foi percebida como uma tática empregada pelo Filipinas e Indonésia para impedir a formação da Federação da Malásia como Malaya 's Estado sucessor. As Filipinas tinham suas próprias reivindicações sobre a parte oriental de Sabah (antigo Bornéu do Norte britânico), enquanto a Indonésia protestou contra a formação da Malásia como um complô imperialista britânico. Os indonésios e os filipinos classificaram a assinatura do tratado entre a Grã -Bretanha e a Federação da Malásia como um complô para a primeira estabelecer uma colônia dentro de suas fronteiras. A suposição mais tarde resultou em conflitos acalorados entre a Malásia, a Indonésia e as Filipinas.
A união foi desmantelada um mês depois quando Sukarno, presidente da Indonésia, adotou uma política de Konfrontasi (ndonésio, "confronto") com a recém-constituída Malásia. Os indonésios alegaram que o governo malaio havia anunciado em 29 de agosto que a Malásia seria formada em 16 de setembro de 1963, antes que o resultado do referendo dos desejos do povo de Bornéu fosse conhecido. A proclamação da Malásia foi adiada até 16 de setembro para dar tempo à equipe da ONU para relatar. A equipe da ONU informou a favor da Malásia, mas as Filipinas e a Indonésia se recusaram a reconhecer a nova federação. Em 16 de setembro, a Malásia rompeu relações diplomáticas com os dois países. A Indonésia retaliou cortando as relações comerciais com a nova nação.
Os EUA, sob o comando de John F. Kennedy, parecem ter encorajado Maphilindo, pois esperavam que isso reduzisse as chances de a Indonésia se tornar comunista.